# L'uomo che non voleva amare
L'uomo che non voleva amare è un romanzo di Federico Moccia, pubblicato l'8 febbraio 2012 dalla casa editrice Rizzoli nella collana BUR Big. È considerato il romanzo "adulto" di Moccia.

## Trama
A Tancredi non manca nulla: ville di lusso, jet privati, bellezza magnetica e persino un intero atollo nelle Isole Figi. Può avere qualsiasi donna al semplice schioccare delle dita, ma gli manca la capacità di amare. Anzi, nella realtà quella che manca a Tancredi è la volontà di amare. Un dolore del passato, una delusione incurabile non gli permette più di essere felice e non riesce più a godere di tutta la bellezza e della fortuna di cui dispone. Arriva nella sua vita una donna, Sofia, che ha rinunciato ad una brillante carriera pianistica per seguire suo marito Andrea, finito in sedia a rotelle dopo un grave incidente. Sofia ha rinunciato alla propria vita, al futuro, al successo solo per amore di Andrea che ora ha bisogno di lei. Un voto d'amore che non le impedisce di sognare sempre la sua musica. Proprio in una chiesa, durante un performance musicale con un coro di bambini, Tancredi vede per la prima volta Sofia mentre, ad occhi chiusi, ripercorre nell'aria le note della musica che conosce alla perfezione. Tancredi perde la testa e farà di tutto per conquistarla riportandola a suonare il pianoforte per ritrovare la parte di sé perduta. Ma Sofia è fedelissima al marito e non vuole lasciarsi andare a quello che, finalmente, ha scoperto essere il vero ed assoluto amore, ancora più elevato ed intenso di quello che credeva di provare per Andrea. 

## Edizioni
- Federico Moccia, L'uomo che non voleva amare, collana Rizzoli romanzo, Rizzoli, 2012,  p. 412, ISBN 8817054445.